# Debby Boone
Pour les articles homonymes, voir Boone.
Debby Boone est une chanteuse américaine née le 22 septembre 1956 à Hackensack, New Jersey. Elle est notamment connue pour son succès de 1977 You Light Up My Life qui est un des titres étant restés le plus longtemps numéro 1 des ventes aux États-Unis (10 semaines). Debby Boone est la troisième des quatre filles du chanteur-acteur Pat Boone et de Shirley Foley Boone, fille de la star de musique country Red Foley.

## Discographie[1]
- 1977 : You Light Up My Life
- 1978 : Midstream
- 1979 : The Promise
- 1980 : Love Has No Reason
- 1990 : The Best Of